# Ann-Katrin Berger
Ann-Katrin Berger (Göppingen, 9 de outubro de 1990) é uma futebolista alemã que atua como goleira. Atualmente joga pelo NJ/NY Gotham FC. Devido às suas habilidades de defesa de pênaltis, ela tem uma reputação bem conhecida como matadora de pênaltis.

## Início da vida
Aos quatro anos, Berger começou a jogar futebol no KSG Eislingen. Quando adolescente, ela se mudou para o FV Faurndau. Ela jogou como atacante, meio-campista e zagueira e só mudou para o gol aos 16 anos, brincando que ficou "com preguiça de correr" e "cresceu" novamente.

## Carreira nos clubes
Em 2007, ela subiu para a Oberliga Baden-Württemberg. Um ano depois, Berger mudou-se para o lado da segunda divisão, VfL Sindelfingen. No verão de 2011, Berger assinou um contrato de três anos com 1. FFC Turbine Potsdam na Frauen-Bundesliga, a primeira divisão da Alemanha. Ela fez sua estreia pelo clube em 21 de agosto de 2011 e derrotou o Hamburger SV por 4–0. Ela fez cinco aparições pelo clube durante a temporada 2011/2012, jogando um total de 450 minutos. O Potsdam terminou em primeiro na liga com um recorde de 18–2–2. Ela foi a goleira titular em três partidas da Liga dos Campeões da UEFA Feminina de 2011–12 do Potsdam, ajudando o time a vencer o Þór Akureyri e o Glasgow City FC.
Berger assinou com o Paris Saint-Germain em junho de 2014, jogando 22 partidas em todas as competições durante sua passagem de dois anos pelo clube. Em junho de 2016, ela se juntou ao Birmingham City.
Em novembro de 2017, Berger foi diagnosticada com câncer de tireoide, para o qual recebeu tratamento e conseguiu entrar em remissão. Durante sua batalha contra o câncer, ela teve o desejo de continuar jogando futebol. Em 4 de fevereiro de 2018, ela fez sua primeira aparição desde que foi diagnosticada com câncer na Quarta Rodada da FA Women's Cup de 2017-18 em uma partida fora de casa contra o Reading. O Birmingham venceu por 1–0. Com sua forte determinação, ela teve uma temporada brilhante e, como resultado, ganhou o Prêmio de Equipe do Ano da PFA.
Berger continuou seu forte retorno em 2018, ajudando o Birmingham City a ficar em quarto lugar após o meio da temporada 2018-19 da FA WSL. Tendo esgotado seu contrato no Birmingham City e rejeitado uma nova oferta, ela se juntou ao atual campeão Chelsea em 4 de janeiro de 2019. A gerente do Chelsea, Emma Hayes, a contratou como parte da reconstrução da equipe, embora o Chelsea tivesse três outros goleiros em seu elenco.
Em abril de 2021, Berger fez defesas vencedoras do título fora de casa contra o Manchester City em um empate por 2 a 2, enquanto o Chelsea lutava para preservar sua liderança no topo da tabela. O Chelsea e a gerente Emma Hayes mais tarde conquistaram seu 4º título da WSL, o maior de qualquer time da WSL, por 2 pontos no último dia da temporada 2020-21 com uma vitória por 5 a 0 sobre o Reading. O Chelsea quebrou os recordes de mais vitórias (18) e mais pontos (57) em uma temporada, e se tornou apenas o terceiro time a defender o título da Liga depois do Liverpool e do Arsenal. Berger registrou o maior número de jogos sem sofrer gols (12), ganhando a Luva de Ouro. Em 23 de agosto de 2022, Berger anunciou que estava sofrendo de câncer de tireoide novamente. Pouco mais de um mês depois, em 25 de setembro, Berger fez seu retorno contra o Manchester City. Em março de 2023, Berger fez a defesa decisiva no chute de Lindsey Horan na disputa de pênaltis com o Lyon, para levar o Chelsea às semifinais da Liga dos Campeões Feminina.
Em abril de 2024, foi anunciado que Berger havia assinado um contrato de um ano com opção de mais um ano com o Gotham FC. Em setembro, ela estendeu seu contrato até 2026. Em novembro de 2024, Berger foi classificada em 25º lugar, como a melhor goleira do mundo pela ESPN, em uma lista dos “50 melhores jogadores de futebol de 2024”.

## Carreira internacional
Berger recebeu sua primeira convocação para a seleção alemã em novembro de 2018. Ela fez sua estreia nacional em 1º de dezembro de 2020 nas eliminatórias da Euro 2022 contra a República da Irlanda.
Ela foi nomeada para a seleção para a Euro 2022, mas não jogou, pois a Alemanha terminou como vice-campeã. Em julho de 2023, ela foi nomeada para a seleção para a Copa do Mundo de 2023. Ela não fez nenhuma aparição e, pela primeira vez, a Alemanha foi eliminada após a fase de grupos.
Em julho de 2024, ela foi selecionada para o time para as Olimpíadas de Verão de 2024 e foi promovida a nova número um para este torneio. Durante a disputa de pênaltis nas quartas de final contra o Canadá, ela defendeu dois chutes de Ashley Lawrence e Adriana Leon antes de marcar o pênalti decisivo que classificou sua nação para as semifinais. Na partida de bronze contra a Espanha, ela desviou um pênalti no nono minuto do tempo adicional e desempenhou um papel importante, porque a Alemanha ganhou a medalha de bronze.

## Vida pessoal
Berger é abertamente lésbica e, desde 2017, está em um relacionamento com sua companheira de equipe do Birmingham City, Chelsea e Gotham, Jess Carter. Elas anunciaram seu noivado em maio de 2024.
Berger é embaixador e cofundador da Judan Ali Football Academy, conhecida como JAFA, sediada em Londres e fundada em 2019.

## Títulos
1. FFC Turbine Potsdam
- Bundesliga: 2011–12
- DFB-Hallenpokal: 2014

Chelsea
- Super League: 2019–20, 2020–21, 2021–22, 2022–23
- League Cup: 2019–20, 2020–21
- FA Community Shield: 2020
- FA Cup: 2020–21, 2021–22, 2022–23

Alemanha
- Jogos Olímpicos: 2024 (medalha de bronze)